# Lạp dầu

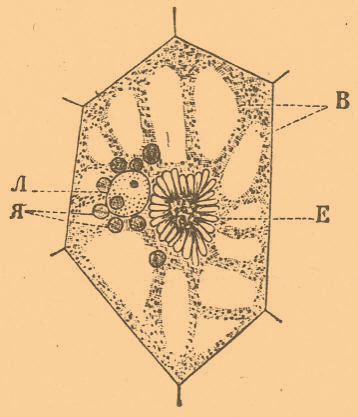
Hình minh họa từ Collegiate Dictionary, tác giả F.A. Brockhaus và I.A. Efron khoảng năm 1905. Mô phỏng một tế bào lá non của loài Vanilla planifolia; E - lạp dầu; Л - nhân tế bào; Я - vô sắc lạp; B - không bào.

Lạp dầu (tiếng Anh: elaioplast, oleoplast) là một loại vô sắc lạp chuyên hóa cho chức năng lưu trữ lipid trong cơ thể thực vật. Lạp dầu trao gửi tinh dầu của chúng trong những thể plastoglobuli cầu tròn, thực ra bản chất là những giọt chất béo lỏng.
Là một loại vô sắc lạp, lạp dầu tất nhiên cũng không chứa những phân tử sắc tố và nằm trong một nhóm bào quan rộng lớn hơn ở thực vật là lạp thể. Một ví dụ khác về loại vô sắc lạp chuyên hóa lưu trữ các chất là lạp bột, chuyên lưu trữ tinh bột.